# Rebecca Gallantree
Rebecca Gallantree (Chelmsford, 19 agosto 1984) è un'ex tuffatrice britannica.

## Biografia
Ha rappresentato la Gran Bretagna alle Olimpiadi estive del 2008, a quelle del 2012 e a quelle del 2016.
Ai Campionati mondiali di nuoto di Kazan 2015 ha vinto la medaglia d'oro nella gara a squadre in coppia con Tom Daley.
Si è ritirata nel 2016 al termine della stagione.

## Palmarès
- Mondiali di nuoto

Kazan 2015: oro nel team event.
- Europei di nuoto/tuffi

Rostock 2013: bronzo nel sincro 3 m.
Londra 2016: argento nel sincro 3 m.
- Giochi del Commonwealth

Glasgow 2014: oro nel sincro 3 m.